# Breitscheidstraße 28 (Quedlinburg)

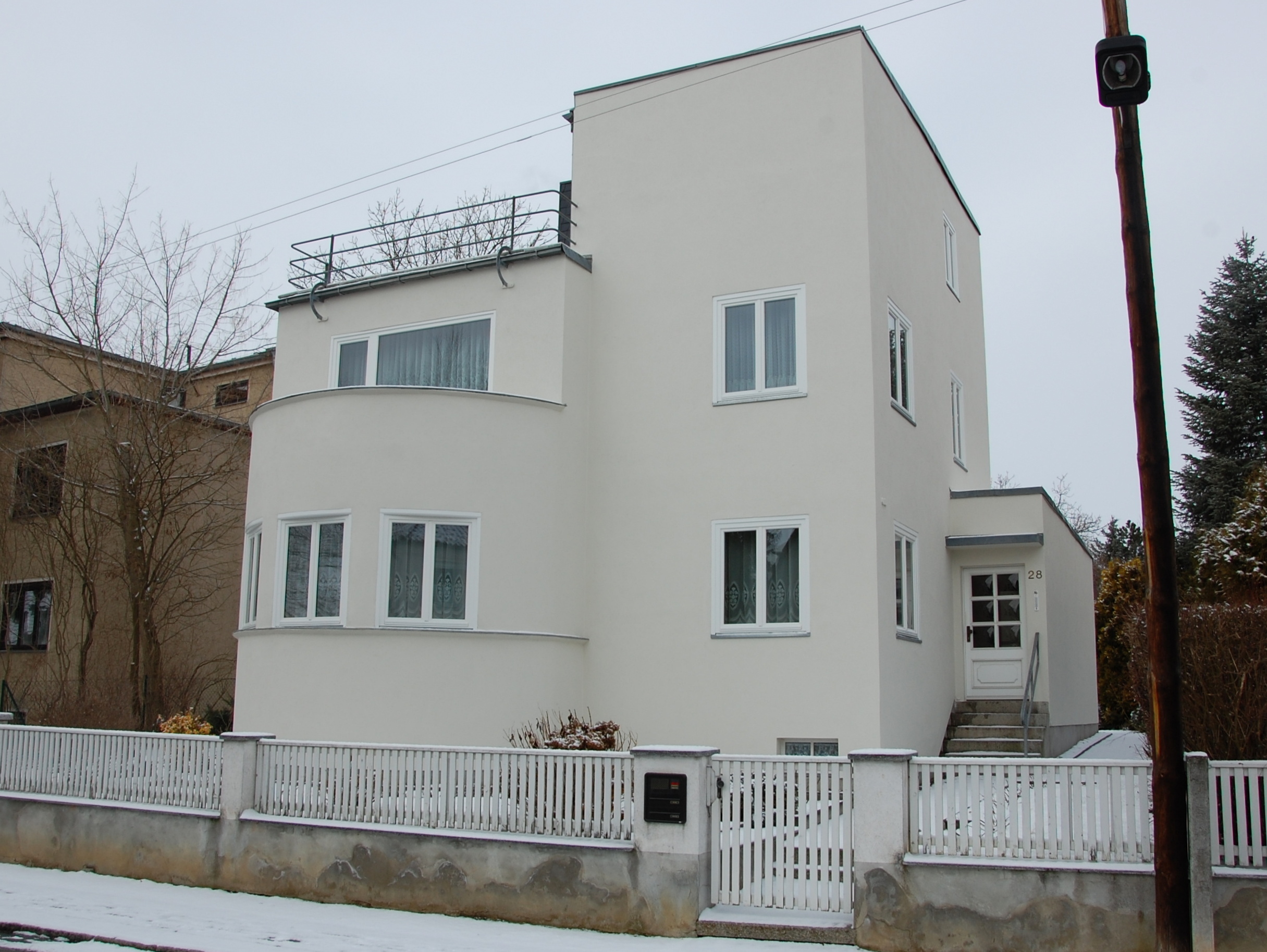
Haus Breitscheidstraße 28

Das Haus Breitscheidstraße 28 ist ein denkmalgeschütztes Gebäude in der Stadt Quedlinburg in Sachsen-Anhalt.

## Lage
Das Gebäude befindet sich westlich der historischen Quedlinburger Innenstadt auf der Westseite der Breitscheidstraße und gehört zur denkmalgeschützten Häusergruppe Breitscheidstraße 22, 24, 26, 28 und 30. Es ist im Quedlinburger Denkmalverzeichnis als Siedlungshaus eingetragen. Südlich befindet sich das als Einzeldenkmal verzeichnete Haus Breitscheidstraße 30.

## Architektur und Geschichte
Das im Stil der Neuen Sachlichkeit im Jahr 1930 errichtete zweigeschossige Wohnhaus wurde durch den Architekten Herbert Puls gebaut. Seine kubische Gestaltung betont die funktionalen Formen.